# Tetragnatha mexicana
Tetragnatha mexicana là một loài nhện trong họ Tetragnathidae.
Loài này thuộc chi Tetragnatha. Tetragnatha mexicana được Eugen von Keyserling miêu tả năm 1865.